# ロシア産業企業家同盟
ロシア産業企業家同盟（ロシアさんぎょうきぎょうかどうめい、ロシア語：Российский союз промышленников и предпринимателей, РСПП）は、ロシアの企業家、実業家による公共組織。ソビエト連邦末期の1991年に産業界の首脳を集めて組織された。
日本の経団連に相当する。会員企業は100以上の団体および32万以上の企業から構成され、国内総生産の60％を占める。前会長は、アルカジー・ヴォリスキー、現会長は、アレクサンドル・ショーヒン。